# William Frederick Haynes Smith
William Frederic Haynes Smith (ur. 1839, zm. 1928) – brytyjski urzędnik kolonialny, gubernator Antigui i Barbudy w latach 1888–1895, następnie gubernator Bahamów w latach 1895–1898 i wysoki komisarz Cypru w latach 1898–1904.
W 1897 roku, na bahamskiej Eleutherze otwarto Haynes Library, nazwaną tak na cześć ówczesnego gubernatora.